# Johan Erik Vesti Boas
Johan Erik Vesti Boas (2. juli 1855 i København – 25. januar 1935 på Frederiksberg) var en dansk zoolog.

## Liv og virke
Han er søn af guldsmedmester Joh. Chr. Boas og Sophie Elisabeth f. Vesti. I 1870 kom han ved en velstående slægtnings bistand i Haderslev Læreres Skole, hvorfra han i 1873 dimitteredes med udmærkelse. I 1878 tog han magisterkonferens i zoologi og udgav samme år sit første arbejde, "Skaroidernes Tandforhold" med 7 tavler (Videnskabelige Selskabs Skrifter). I 1880 udkom hans store arbejde: "Studier over Dekapodernes Slægtskabsforhold".
Han fik offentlig understøttelse til en rejse i udlandet og opholdt sig navnlig i Heidelberg, hvor han i det anatomiske Institut arbejdede under Carl Gegenbaur. Efter sin hjemkomst blev han i efteråret 1880 ansat som assistent i anatomi ved Veterinær- og Landbohøjskolen.
Det følgende år erhvervede han doktorgraden for sin afhandling "Bidrag til Kundskab om Conus arteriosus og Arteriebuerne hos Amfibierne".
Efter, at han i længere tid havde været medhjælper på Universitetsmuseet hos professor Reinhardt, blev han fra 1. januar 1883 ansat som fast assistent ved museets 2. afdeling (nu Zoologisk Museum), men tog allerede i april 1885 sin afsked og udnævntes samme år til docent og, fra 1903, til professor i zoologi ved Landbohøjskolen.
Foruden de nævnte arbejder har han udgivet en række større og mindre afhandlinger, blandt hvilke må fremhæves forskellige undersøgelser over hjertet og arteriebuerne hos amfibier og fisk, "Bidrag til Opfattelsen af Polydaktyli hos Pattedyrene", "Om en fossil Zebraform fra Brasiliens Campos", "Studien über die Verwandtschaftsbeziehungen der Malakostraken" og "Bidrag til Pteropodernes Morfologi og Systematik". I disse og overhovedet i alle sine arbejder, således også i den af ham i 1888 udgivne større "Lærebog i Zoologien", optræder han som en ivrig forkæmper for Charles Darwins udviklingshypotese.

## Forfatterskab
- Studien über die Verwandtschaftsbeziehungen der Malakostraken (1883),
- Bidrag til Pteropodernes Morfologi og Systematik (1886),
- Ohrknorpel und äusseres Ohr der Säugetiere (25 tavler, 1912) samt,
- The elephants head, I (17 tavler, 1908, i forening med Simon Paulli).[3]

Som lærer ved Landbohøjskolen har han desuden udgivet en Lærebog i Zoologi, som er udkommet i flere danske og udenlandske udgaver (den sidste [1913] på tysk) og indtager en smuk plads, også blandt de udenlandske håndbøger af lignende art, dernæst en Dansk Forstzoologi (1898) samt endelig, i forskellige tidsskrifter, en lang række større og mindre undersøgelser over dyr, som på en eller anden måde er skadelige i mark, skov eller have. Af hans arbejder fra de senere år kan nævnes den stærkt udvidede 2. udgave af Dansk Forstzoologi (1923), 2. bind af The Elephants Head (1926) samt en række undersøgelser over eremitkrebs og den med disse beslægtede troldkrabbe (Lithodes).

## Privat
Den 7. maj 1881 ægtede han Agnes Camilla Valborg-Jacobsen, datter af malermester Jacobsen i København.